# Francesco II Crispo
Francesco II Crispo (fallecido en 1463), fue duque de Naxos en 1463.
Sucedió a su tío Guillermo II Crispo.

## Orígenes
Los Crispo probablemente eran de Verona. Francesco I Crispo, el fundador de la dinastía era señor de Milos, por tanto vasallo del duque de Naxos y su primo por matrimonio, habiéndose casado con una nieta del duque Guiglelmo I Sanudo. Se apoderó del trono de Naxos después de haber asesinado al legítimo duque Niccolò III dalle Carceri. Su hijo Giacomo I Crispo acentuó su legitimidad cuando se casó también con una muja de la familia Sanudo: Fiorenza Sommaripa, nieta de la duquesa homónima Fiorenza Sanudo y del duque por matrimonio Niccolò Sanudo Spezzabanda. Jacobo solo había tenido dos hijas y la familia Crispo había decidido aplicar la ley sálica. Por lo tanto, fue su hermano Giovanni II Crispo, señor de Milo y Kímolos, quien lo sucedió, luego el ducado pasó al hijo de Giovanni: Giacomo II Crispo, luego a su hijo, Gian Giacomo Crispo, un niño póstumo. La regencia fue asegurada primero por sus tíos abuelos Niccolò y Guiglelmo. A la muerte de Gian Giacomo, de siete años, la ley sálica significó que el ducado pasara al hombre más cercano, el regente Guiglelmo. Se aplicó nuevamente porque Guillermo solo tenía una hija legítima. Le sucedió uno de sus sobrinos Francisco, tras un acuerdo con las autoridades venecianas.
Sin embargo, Francesco estaba muy enfermo. Murió camino a Corone para recibir tratamiento. Su hijo, menor de edad, Giacomo le sucedió.